# Аз, проклетникът
„Аз, проклетникът“ (на английски: Despicable Me) е американска компютърна анимация от 2010 г., продуциран от „Илюминейшън Ентъртейнмънт“ (в дебютния му филм) и „Юнивърсъл Пикчърс“. Режисиран е от Крис Рено и Пиер Кофен (в режисьорските им дебюти), по сценарий на Чинко Пол и Кен Дорио, по сюжета на Серхио Паблос, озвучаващия състав се състои от Стийв Карел, Джейсън Сийгъл, Ръсел Бранд, Миранда Косгроув, Кристен Уиг, Уил Арнет, Джули Андрюс, Кен Джонг, Дани Макбрайд и др. Филмът разказва историята на суперзлодея Гру, който осиновява три осиротяли момичета – Марго, Едит и Агнес, и се опитва да открадне смразяващия лазер от своя враг Вектор и планира да смалява и да открадне Луната.
„Аз, проклетникът“ дебютира на Московският международен филмов фестивал на 19 юни 2010 г., а премиерата му е в Съединените щати на 9 юли. Филмът печели предимно положителни отзиви от критиката и печели 543.2 млн. щ.д. в световен мащаб, и става деветият високобюджетен филм на 2010 г. Филмът е номиниран за най-добър анимационен филм в наградите „Златен глобус“, БАФТА и „Ани“. „Аз, проклетникът“ е първият филм, който се превръща в едноименна поредица, който включва повече от три филма – „Аз, проклетникът 2“ (2013), „Миньоните“ (2015) и „Аз, проклетникът 3“ (2017). „Миньоните 2“ ще се излезе на 1 юли 2022 г. Четвъртият филм на поредицата е в разработка и ще е пуснат през 2024 г.

## Актьорски състав
| Актьор                            | Роля                              |
| --------------------------------- | --------------------------------- |
| Стийв Карел                       | Гру                               |
| Джейсън Сийгъл                    | Вектор                            |
| Ръсел Бранд                       | Д-р Нефарио                       |
| Кристен Уиг                       | Мис Хети                          |
| Миранда Косгроув                  | Марго                             |
| Уил Арнет                         | Господин Пъркинс                  |
| Дани Макбрайд                     | Фред МакДейд                      |
| Джак МакБрайър                    | Карнавал Баркър Туристически баща |
| Джули Андрюс                      | Марлена Гру                       |
| Дейна Гайер                       | Едит                              |
| Елси Фишър                        | Агнес                             |
| Пиер.К. Кофен Кристиян.К.Димитров | Кевин Тим Боб Марк Фил Стюарт     |
| Крис Рено                         | Дейв                              |
| Джемейн Клемент                   | Джери                             |
| Минди Калинг                      | Туристическата майка              |
| Роб Хюбъл                         | Новинар                           |
| Кен Даурио                        | Египетски пазач                   |
| Кен Джонг                         | Водещ на токшоу                   |

## Пускане
„Аз, проклетникът“ дебютира на Московският международен филмов фестивал на 19 юни 2010 г., който е последван е с премиера на 27 юни в „Нокия Тиътър“ в Лос Анджелис, а по-късно филмът е пуснат в Съединените щати на 9 юли.
Пуснат е на DVD и Blu-ray на 14 декември 2010 г.

## В България
В България филмът е пуснат по кината на 1 октомври 2010 г. във „Форум Филм България“.
На 20 декември 2014 г. е излъчен премиерно по „Нова телевизия“ в събота от 20:00 ч.
На 6 август 2017 г. се излъчва и по каналите на „БТВ Медиа Груп“.

### Дублажи

#### Синхронен дублаж
| Роля              | Изпълнител           |
| ----------------- | -------------------- |
| Гру               | Стоян Алексиев       |
| Вектор            | Кирил Бояджиев       |
| Д-р Нефарио       | Георги Спасов        |
| Марго             | Кристина Тодорова    |
| Едит              | Ирена Велчева        |
| Агнес             | Анна-Мария Върбани   |
| Мис Хети          | Цветослава Симеонова |
| Г-н Пъркинс       | Петър Върбанов       |
| Марлена Гру       | Мариета Петрова      |
| Карнавален Баркър | Пламен Пеев          |
| Туристически баща | Петър Бонев          |
| Новинар           | Тодор Георгиев       |
| Фред              | Здравко Димитров     |
| Други гласове     | Иван Велчев          |

| Обработка           | Александра Аудио |
| ------------------- | ---------------- |
| Режисьор на дублажа | ?                |
| Тонрежисьор         | Марин Лашев      |

#### Войсоувър дублаж
| Озвучаващи артисти  | Даниела Йорданова Елисавета Господинова Йорданка Илова Георги Стоянов Живко Джуранов |
| Преводач            | Венера Вергилиева                                                                    |
| Тонрежисьор         | Емил Енев                                                                            |
| Режисьор на дублажа | Милена Манчева                                                                       |